# Intereses políticos de Madonna

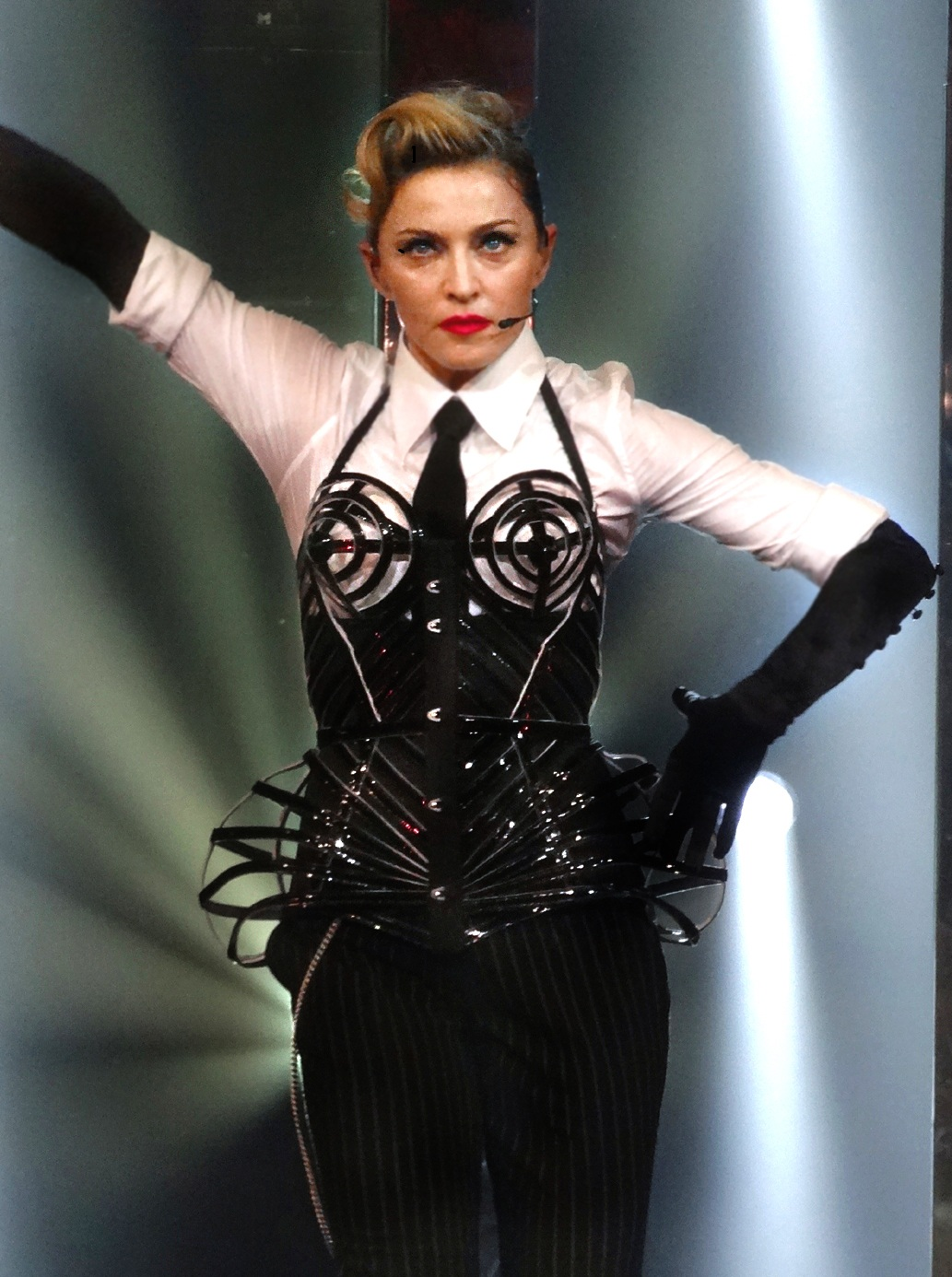
Madonna en el L'Olympia de Francia durante el The MDNA Tour. Antes de su realización, se rumoró que simpatizantes de la francesa Marine Le Pen entrarían al concierto con pancartas a favor de Le Pen, pues Madonna la había vinculado con el nazismo durante la gira.

Madonna es una artista y empresaria estadounidense que como figura pública, ha tenido un interés y se ha hecho conocida por sus opiniones políticas. En su país natal, apoya al Partido Demócrata. Una de sus primeras intervenciones en causas políticas, fue el comercial que hizo en MTV para inaugurar la iniciativa Rock the Vote en 1990, cuyo fin es animar a los jóvenes a ejercer el sufragio. En 1995, a petición de John F. Kennedy Jr. la artista escribió un ensayo en la primera edición de la revista de Kennedy, llamada George sobre política, en especial si ella tuviese la oportunidad de ser presidenta. En 2003, lanzó su noveno disco de estudio llamado American Life, un álbum conceptual sobre política y temas sociales inspirado en el sueño americano, los atentados del 11 de septiembre de 2001, así como en la invasión de Irak.
En el transcurso de su carrera, Madonna ha apoyado a varios políticos de diversas maneras, uno de ellos ha sido a Hillary Clinton en su campaña presidencial de 2016, donde realizó un concierto a su favor y constantes mensajes en las redes sociales. No obstante, también ha criticado a varios mandatarios y gobernantes tanto de su país como del extranjero, lo que ha generado críticas y controversias. Entre las de mayores dimensiones está la publicación en 2003 del clip «American Life» como un mensaje de antiguerra y crítica al mandato de George W. Bush. Como consecuencia, se teorizó un supuesto boicot con la música de Madonna en los Estados Unidos, en especial por el relativo éxito del álbum Confessions on a Dance Floor en la nación, mientras en el resto del mundo gozaba de buena aceptación. En 2016, Madonna fue una de las artistas que se opusieron a la candidatura de Donald Trump. Su discurso en la Marcha de las Mujeres en Washington resultó polémico luego de declarar que pensó en «explotar» la Casa Blanca tras la victoria de Trump. La artista luego aclaró que fue una frase sacada de contexto. Durante la transmisión, recibió censura de cadenas como CNN y MSNBC además de la crítica del presidente Trump y veto indefinido de su música en una estación de radio en Texas. 
La opinión pública y crítica profesional sobre los comentarios políticos de Madonna están divididos. Algunos piensan que son «revolucionarios», mientras otros que «está vacía de contenido». Christopher Rosa de VH1 mencionó que desde 1980, Madonna sentó precedentes como músico a la hora de hablar de situaciones sociales, algo que era muy impopular en su época. El sociólogo David Chaney mencionó que en este desarrollo, la artista se ha convertido en un ícono político.
La popularidad de Madonna muchas veces ha sido comparada con mandatarios a través de varias encuestas, como la que realizó la revista Time en 2014 de las 100 personas más influyentes en la web que la colocó en el número tres detrás de Barack Obama y George W. Bush. Académicos, politólogos y periodistas han comparado a políticos con Madonna de otras formas. Por ejemplo, David Michael Green de la Universidad Hofstra yuxtapuso la carrera de la artista en la música y la de Hillary Clinton con la política y denominó a Clinton como «la Madonna de la política estadounidense». 

## Trasfondo

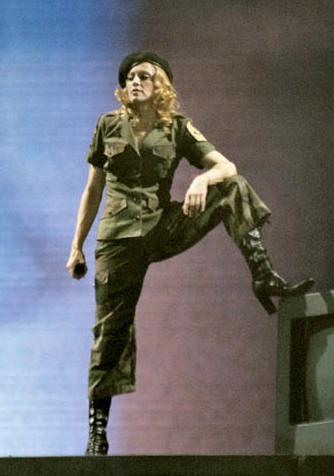
Madonna durante el Re-Invention World Tour, una gira caracterizada por sus mensajes políticos.

El abuelo paterno de Madonna, Gaetano Ciccone, originario de Italia trabajó en la política una vez establecido en los Estados Unidos y tomó inspiración de la National Labor Relations Act. La biógrafa Lucy O'Brien en el libro Madonna: Like an Icon escribió que la artista había heredado ese sentido de la justicia con su política inclusiva y su apoyo abierto al Partido Demócrata. En 1990, participó en la iniciativa llamada Rock the Vote con el fin de animar a los jóvenes a votar. En el comercial hecho por MTV la artista salió envuelta en una bandera de los Estados Unidos, lo que resultó un tanto polémico especialmente para la organización Veterans of Foreign Wars. Esta iniciativa aumentó un 20 % la participación de jóvenes durante las elecciones de 1992. El profesor Robert Miklitsch para la Universidad de Ohio explicó que este año fue crucial, ya que Madonna era el símbolo perfecto para la era estadounidense de la Reaganomía —siendo materialista y rubia como una fantasía de Hollywood—. También era algo así como una MTV-Robespierre que flameaba periódicamente la hegemonía discursiva del régimen Reagan-Bush.
Miklitsch dijo que el ascenso de Madonna coincidió con un momento histórico específico marcado —tanto en Estados Unidos como el Reino Unido— por el surgimiento de la Nueva Derecha y su defensa de los valores familiares tradicionales. Si su trabajo hasta 1992 inclusive no fue revolucionario en el sentido político clásico, al menos movilizó una serie de signos populares que se oponían claramente al discurso político dominante de la época. En 1995, a petición de John F. Kennedy Jr. Madonna escribió un pequeño ensayo que se tituló «If I Were President», siendo publicado en la primera edición de la revista que fundó Kennedy, llamada George. En el artículo, la artista dijo: 

[...] Me gusta la idea de ser un líder y efectuar el cambio. Me gusta la idea de ser una inspiración para los oprimidos, de educar a las masas. Me gusta la idea de luchar por la igualdad de los derechos para las mujeres y los homosexuales y todas las minorías. Me gusta la idea de abrazar a otros países, culturas y promover la paz mundial... Pero creo que prefiero hacerlo como una artista. Porque se les permite a los artistas cometer errores y se les permite tener ideas no convencionales y tener una opinión. A los artistas se les permite tener un pasado. En resumen, se permite que los artistas sean humanos. Y los presidentes no lo son.

En 2003, inspirada en el sueño americano, los atentados del 11 de septiembre de 2001, así como en la invasión de Irak, la cantante publicó un álbum conceptual sobre política y temas sociales llamado American Life. Desde entonces, en sus giras se ha caracterizado por utilizar imaginaria política. También ha utilizado las redes sociales para expresar sus opiniones. Por ejemplo, en 2013, Madonna se opuso ante la intervención militar de los Estados Unidos en la guerra civil de Siria. En 2017, le dijo a Roxane Gay en una entrevista para la revista Harper's Bazaar: 

[...] Nadie en el negocio del entretenimiento excepto quizá por un puñado de gente, nunca hablan de lo que pasa. Nadie toma una postura política o expresa una opinión. Ellos quieren mantener un posición neutral así mantienen su popularidad. Quiero decir, si tienes una una opinión y la gente no está de acuerdo contigo, quizá no consigas trabajo. Podrías estar en una lista negra. Puede que tengas menos seguidores en Instagram.

## Análisis

### Críticas
Como artista y figura pública, Madonna ha sido franca con sus opiniones políticas. Esto le ha traído algunas críticas entre el público y los medios de comunicación. Al respecto, Diario Los Andes mencionó que sus «ocurrencias políticamente incorrectas... a muchos les parecen "revolucionarias", [pero] hay otros que piensan lo contrario». La académica Pamela Robertson explica que para muchos, «la política de la artista está vacía de contenido».
El libro The I Hate Madonna Handbook afirma que la política de la artista es tan falsa como su color de cabello. El autor del libro Buscando desesperadamente a Madonna: En busca del significado de la mujer más famosa del mundo, Adam Sexton dijo que «la política de Madonna, equivale y resulta en afirmar su derecho a masturbarse en el escenario». Del mismo modo, Julie Brown en su libro Medusa: Dare to Be Truthful sugiere que las políticas sexuales de Madonna son sólo combustible para más publicidad.
David Chaney, profesor de sociología para la Universidad de Durham explicó que para muchos activistas políticos, especialmente aquellos comprometidos a ver modos de ideología, lo más inquietante es que Madonna ha desestabilizado los signos fundamentales de pertinencia subcultural. Parecido a Chaney, la teórica Roseann Mandziuk analizó el video de Rock the Vote e incluso el clip musical de «Vogue» para ilustrar los peligros políticos inherentes al confundir el juego individual con la intervención social. Ella advierte que Madonna ejemplifica una política feminista posmoderna. Miklitsh notó que la artista no estaba inscrita para votar cuando realizó Rock the Vote. Además, reflexionó que si la política de Madonna depende en última instancia de la ubicación específica social y cultural del consumidor-espectador, quiere decir que lo que funcionará para las mujeres norteamericanas blancas, por ejemplo, no necesariamente tendrá efecto para otras mujeres.

### Legado
Véase también: §Contribuciones de Madonna en la sociedad

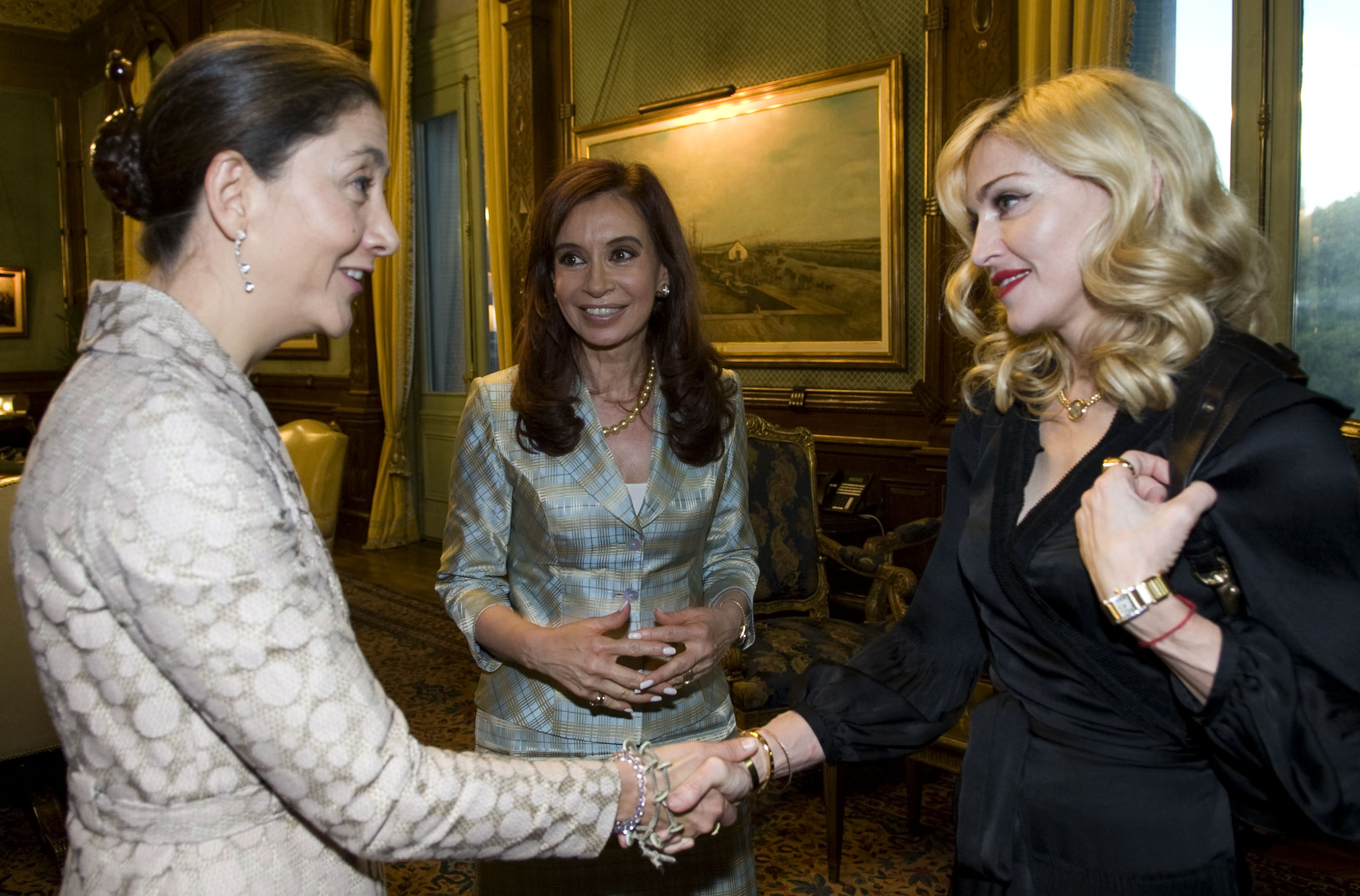
Madonna junto a Íngrid Betancourt y la presidenta Cristina Fernández de Kirchner (2008).

La revista Rolling Stone incluyó la participación de la cantante en el Rock the Vote, como uno de los 10 momentos más sobresalientes de la iniciativa. El académico Douglas Kellner dijo que la artista siempre ha tenido una agenda política y frecuentemente está promoviendo su versión del feminismo, la liberación sexual y la autocreación. Christopher Rosa de VH1, señaló que desde la década de 1980 Madonna sentó precedentes como músico a la hora de hablar de situaciones sociales, algo que era demasiado impopular en esa época, incluso en los años de 1990. A día de hoy, artistas como Lady Gaga o Britney Spears gozan de una opinión gracias a las bases que sentó Madonna. El diario español El País mencionó que ella «ha cimentado su carrera llamando la atención sobre los más diversos asuntos sociales: desde la discriminación hacia los homosexuales hasta los derechos de la mujer, pasando por las críticas a la iglesia católica». El profesor Chaney dijo que en este interesante desarrollo, Madonna se ha convertido en un ícono político.
Melissa Wilson en el libro History Mashups for Teens: From Marie Antoinette to Madonna escribió que los puntos de vista sobre los diversos temas políticos se han convertido en el siguiente foco de la atención de los medios de comunicación en torno a Madonna. También señaló que el talento de la cantante en generar controversia pasó gradualmente desde su música, actuaciones en vivo hasta llegar a sus opiniones públicas. Una de las defensoras de la artista es la profesora E. Ann Kaplan quien dijo que «utiliza su riqueza y poder para fines socialmente conscientes». Karen Fredericks de la revista socialista Green Left Weekly dijo que la artista captura a una enorme audiencia en la cultura de masas y ha tenido un impacto quizás sorprendente en los círculos progresistas.
Robert Miklitsch dijo que Madonna es un monstruo de la imaginaria estadounidense, una encarnación posmoderna de «Lady Liberty», posee todo el atractivo sexual que Benjamin atribuye a la mercancía. También da cara a las economías libidinal del capitalismo americano. Kellner dijo que Madonna es «una de las más grandiosas "máquinas" de relaciones públicas de la historia». Él contextualizó sus palabras de la siguiente manera:

[...] Madonna es una máquina de comentarios y se representa constantemente como una revolucionaria cultural envolviéndose en la crítica social, innovación cultural y en la promoción de un cambio social. Esto nos brinda algunas reflexiones sobre la política y los efectos de Madonna.

## Comparación con personalidades de la política

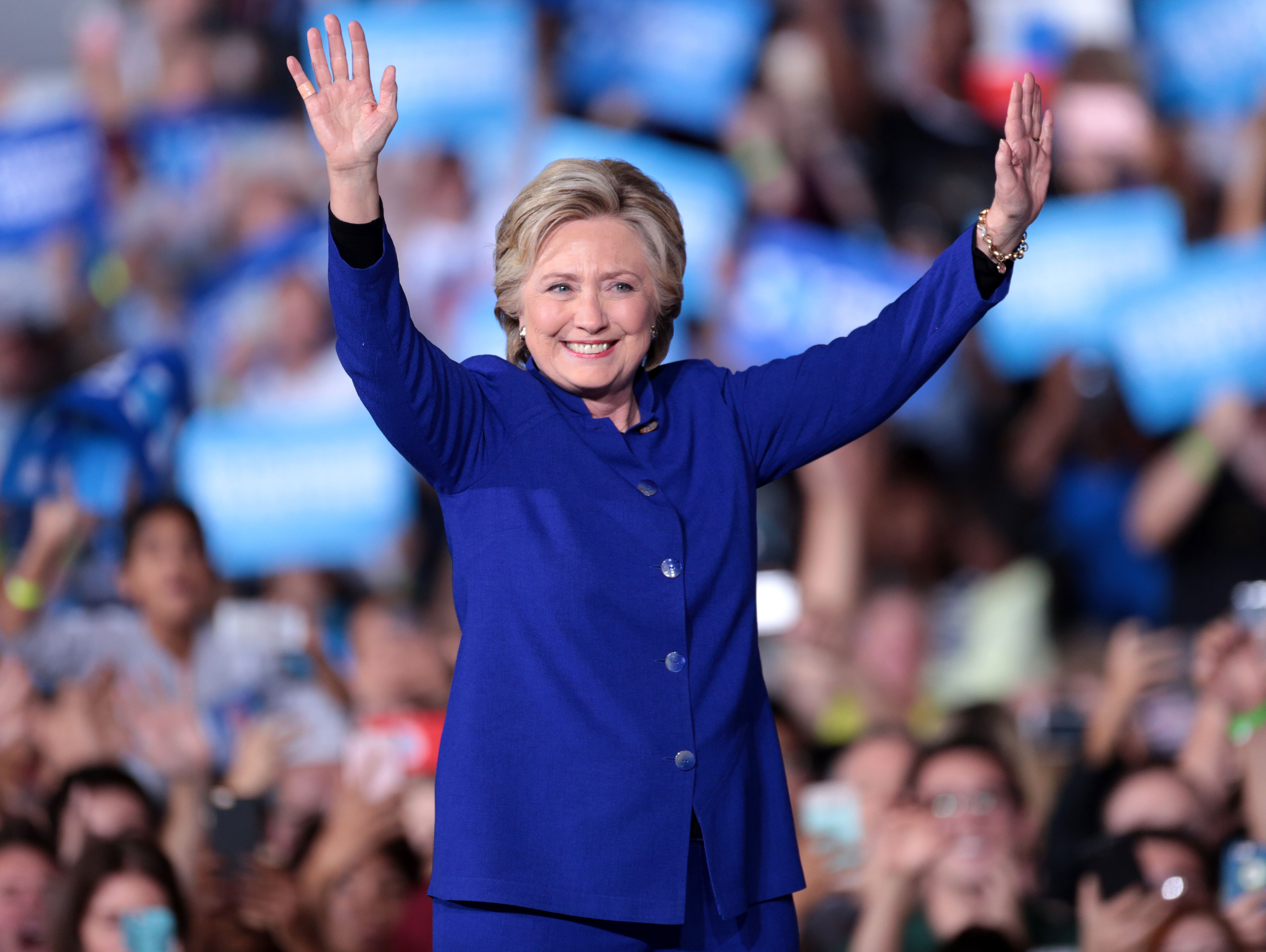
Hillary Clinton fue descrita por un profesor de política de Hofstra como «la Madonna de la política estadounidense».

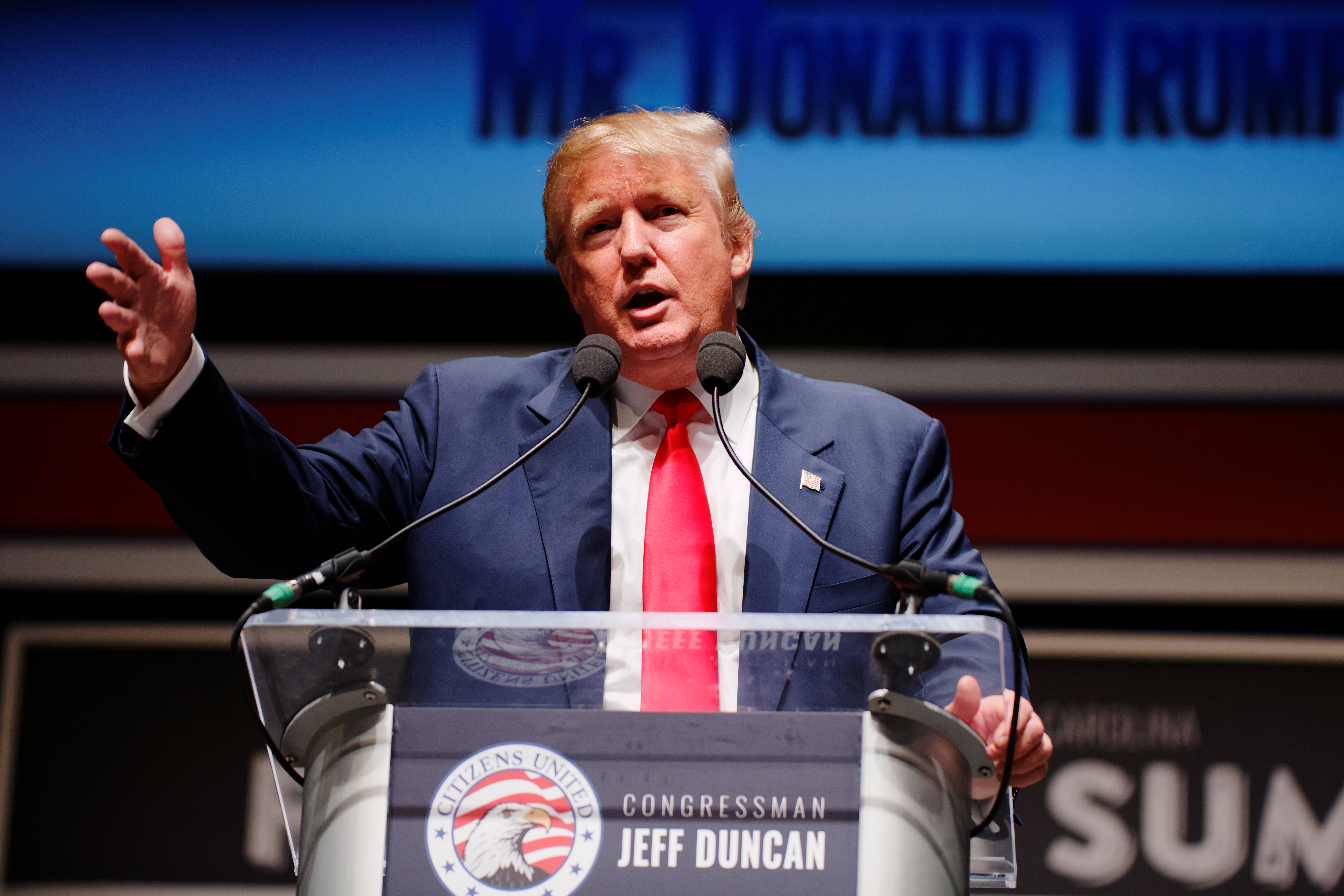
En los 90's, Mark Singer construyó un perfil sobre Trump y un asesor financiero concluyó que él quería «ser tan famoso como Madonna».

Han sido varios autores, analistas y académicos que han comparado a Madonna con muchas figuras políticas. En el caso de Annalee Newitz, lo hizo con Ronald Reagan, el presidente de los Estados Unidos cuando la artista hizo su debut en la escena durante los primeros años de la década de 1980. La autora de referencia idealizó que hasta cierto punto, la cantante aprende la producción de imágenes de una figura política poderosa, como Reagan, pues él mismo aprendió de la industria del entretenimiento antes de ser presidente.
Según Madonna, Eva Perón ha sido una inspiración en su carrera, y ha sido comparada por muchos con ella después de protagonizar un filme basado en Perón en 1996, llamado Evita. Elizabeth Nash del periódico británico The Independent explicó que Eva Perón es una figura santa para la mitad de la población, mientras la otra mitad la considera una prostituta. La protagonista del filme, quien es Madonna, es una mujer de la que muchos argentinos están igualmente divididos. Las similitudes entre ambas continúan con los aspectos físicos e intereses, pues ambas son rubias, católicas, amantes de sus propias imágenes y enamoradas de Hollywood.
El periodista para The New Yorker, Mark Singer en una nota de 1997, construyó un perfil de Donald Trump y un asesor financiero concluyó que Trump quería «ser como Madonna». «Ser tan famoso como Madonna» como indican los medios tras que Donald se lanzó como candidato a la presidencia de los Estados Unidos. Mike Mosher del sitio Bad Subjects lo llamó nuestro diva «Presidente Donald Madonna» y trató de buscar semejanzas del entonces Trump como candidato, presidente electo y ahora presidente a través de la psicología y personajes de una Madonna como actriz. Él se basó en la lectura del libro de Andrew Morton, Madonna de 2001.
El profesor de política en la Universidad Hofstra, David Michael Green señaló a Hillary Clinton como «la Madonna de la política estadounidense». El autor se refirió al tema yuxtaponiendo a la artista dentro del género rock and roll donde la culpó por convertir al rock en un centro lucrativo y así sustituir un contenido real tanto político y social por la falsa controversia. Bonnie Fuller del Huffington Post halló varias similitudes entre Clinton y Madonna y dijo que «ambas son mujeres profundamente decididas y siguen sorprendiendo a sus detractores». En 1991, el académico y aspirante político John Silber comparó a Madonna con Adolfo Hitler y Sadam Hussein. El profesor especializado en la cultura estadounidense, Michael Aaron Rockland calificó a Jacqueline Kennedy Onassis como la «Madonna norteamericana».
La popularidad de Madonna ha estado a la par de varios políticos y mandatarios, así lo demuestran diversas encuestas a través de varias décadas. Por ejemplo, la revista Time publicó en 2014 una lista de las 100 personas más influyentes en la web donde la artista se posicionó en el tercer lugar solo detrás de George W. Bush y Barack Obama. Situación similar en 2006, cuando se publicó a través de una lista llamada The Pop List, que Bush era el hombre más influyente y Madonna la mujer más influyente, al menos cuando se contaban el número de apariciones en las páginas web. Ese mismo año, la periodista Alessandra Stanley para el New York Times comparó a ambos, en especial por nunca agacharse ante el oprobio público y por empujar sus agendas con una sola visión. El sociólogo y académico francés Georges-Claude Guilbert escribió en el libro Madonna as Postmoern Myth que las encuestas han demostrado que la artista recluta a su público en su mayoría entre los demócratas, lo que refleja en parte su posición política. Lo personal es político.

## Apoyo a políticos

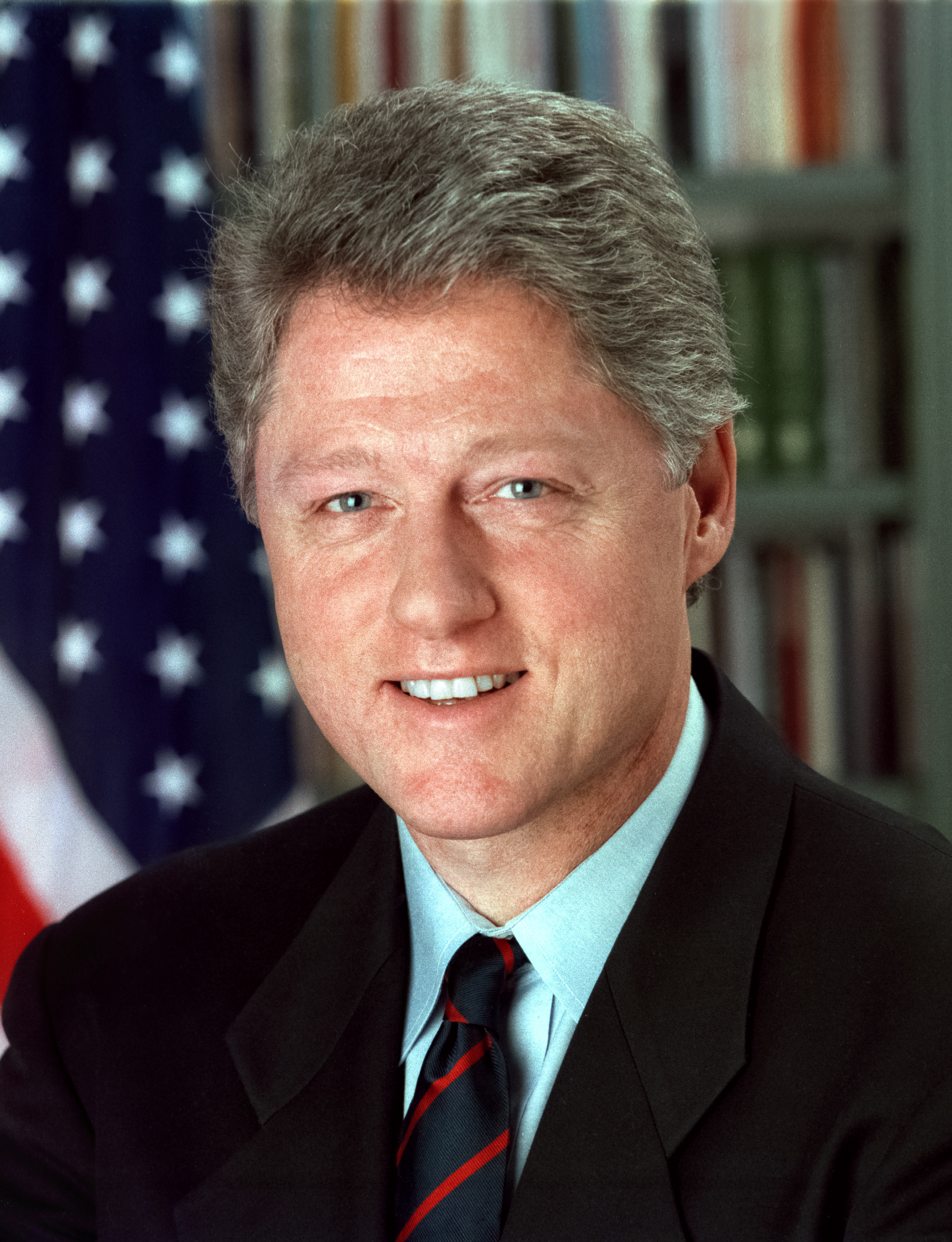
Bill Clinton es uno de los primeros políticos que Madonna ha apoyado públicamente.

En 1992 Madonna apoyó a Bill Clinton. En 2003, apoyó al general Wesley Clark como precandidato al Partido Demócrata y recaudó fondos durante un par de conciertos. En 2006, apoyó públicamente a Hillary Clinton. En 2008, aunque no hizo ninguna declaración, presentó imágenes pro-Obama en sus conciertos durante el Sticky & Sweet Tour.
En 2012, durante las elecciones estadounidenses Madonna instó a votar por Barack Obama pero generó controversias por el lenguaje que utilizó. Ella dijo: «Será mejor que vosotros votéis por el maldito Obama, ¿de acuerdo?, Para bien o para mal ¿ok?. Tenemos a un negro musulmán en la Casa Blanca. Eso es... una mierda increíble». También le dijo a su público: «Obama está luchando por los derechos de los homosexuales, así que apóyenlo, hay esperanzas para este país». En otro concierto, llevado a cabo en la ciudad de Nueva Orleans generó controversia y fue abucheada por sus palabras: «No me importa por quién voten, siempre y cuando lo hagan por Obama».
Durante las elecciones presidenciales de 2016 en los Estados Unidos, Madonna apoyó públicamente a Hillary Clinton. En septiembre del mismo año publicó una foto parcialmente desnuda en su cuenta de Instagram. La pie de foto decía: «Estoy votando desnuda con Katy Perry. Voten por Hillary. Es lo mejor que tenemos». En octubre, mientras presentaba a la comediante Amy Schumer en su show llevado a cabo en el Madison Square Garden, la artista le dijo a la audiencia masculina: «Si votan por Hillary Clinton, les daré una mamada... Me tomo mi tiempo. Y tengo mucho contacto visual». Andrew Couts de The Daily Dot explicó que en realidad esta supuesta proposición por parte de la cantante, podía atraer a la población demográfica que le ha costado más a Clinton: los hombres blancos. El periodista Gersh Kuntzman, luego de finalizar las votaciones, llegó a la casa de Madonna pero fue bloqueado por el guardia de seguridad. Unos días antes de las elecciones, la artista realizó un concierto sorpresa en Nueva York para apoyar a Clinton, y le dijo a la audiencia mientras cantaba «Express Yourself» que el concierto era para «unificarnos». «Se trata de mantener a Estados Unidos grande, no hacerla grande».

## Incidentes con mandatarios y entidades políticas

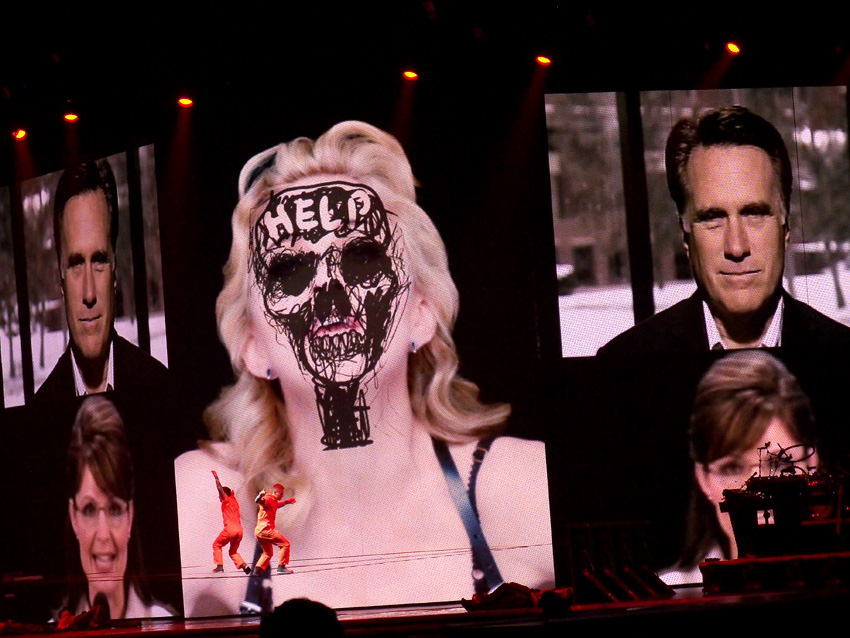
Sarah Palin y Mitt Romney en un fondo de pantalla del video «Nobody Knows Me» durante el The MDNA Tour.

Durante la década de 1990, Madonna estelarizó con gran oposición, en especial por parte de simpatizantes del Peronismo, la película Evita. El entonces presidente, Carlos Menem fue uno de los opositores. La artista llamó a la Argentina, un «país incivilizado, sin gimnasios o comida decente». Menem dijo que cuando la conoció «no era la gran cosa», y que no se sentía atraído o fascinado por ella. Señaló que en su país habían «miles o millones de mujeres más atractivas que Madonna».
En 2008, Madonna durante una de las presentaciones de su gira Sticky & Sweet Tour criticó a la candidata republicada Sarah Palin. Ella dijo: «No está invitada (Sarah) a mis conciertos. Aunque no es nada personal, no puede venir a mis shows». Jugó con el estribillo de la canción «I Love New York» y le dijo: «Voy a darte una patada en el culo si no sales de mi calle» (en referencia a la letra del tema que dice: "Get off of my street"). Ese mismo año, durante el estreno de su película Filth and Wisdom, la artista aclaró: «Es una metáfora. Ella está en el Partido Republicano, yo estoy en el Partido Demócrata». Un portavoz del Partido Republicano, calificó las palabras de Madonna como «ultrajosas e inaceptables». En el mismo año, Madonna utilizó un video de fondo para el tema «Get Stupid», imágenes del candidato presidencial John McCain intercaladas con escenas de destrucción, problemas ecológicos y niños muriendo de hambre junto a Adolfo Hitler y el dictador de Zimbabue, Robert Mugabe. El portavoz de la campaña de McCain, Tucker Bounds se pronunció al respecto:

[...] Las comparaciones son indignantes, inaceptables y groseramente discriminatorias, todo al mismo tiempo. Demuestra claramente que cuando se trata de respaldar a Barack Obama, las celebridades mundiales que lo apoyan descartan considerar zona prohibida algunas calumnias o ataques.

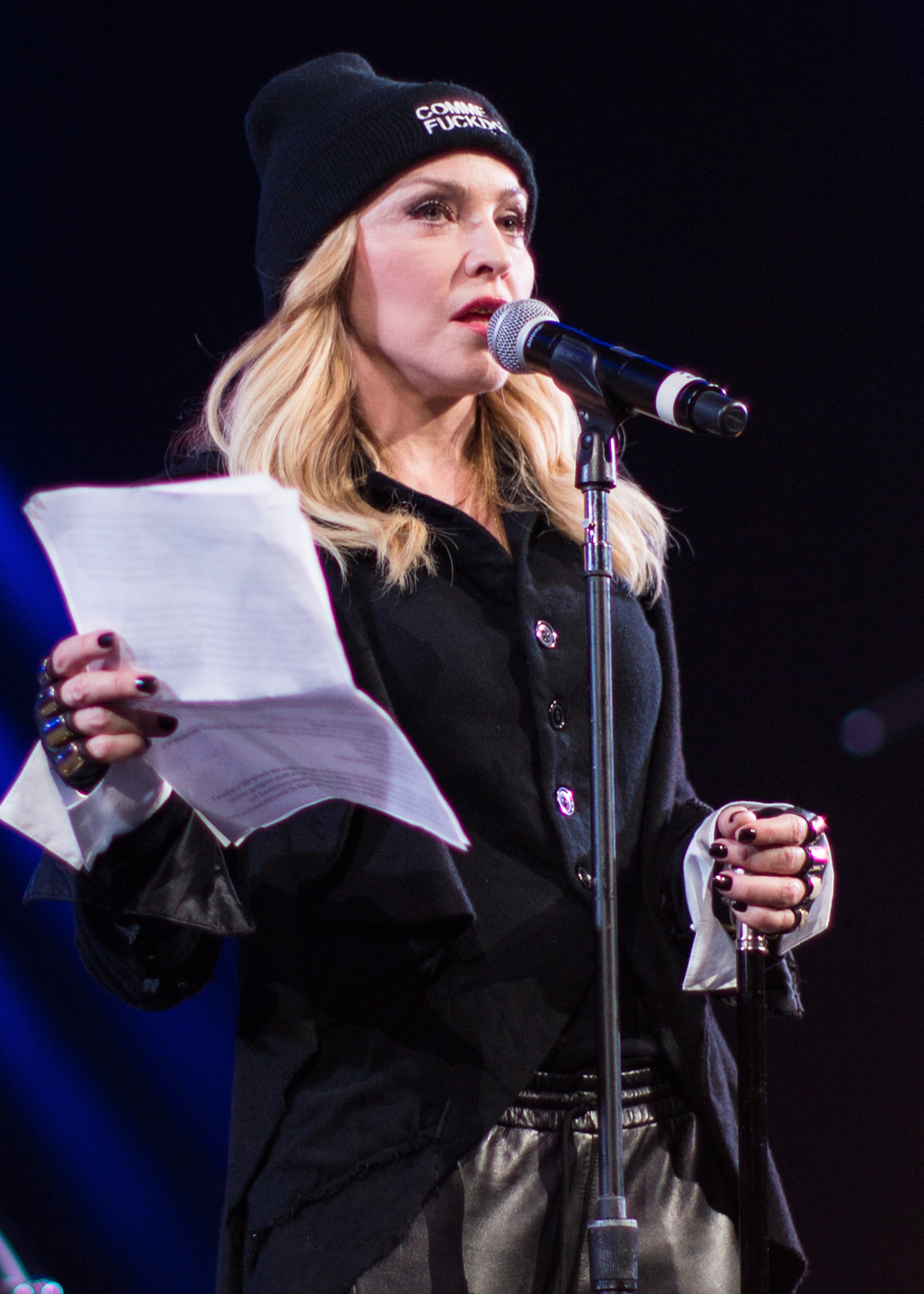
Madonna en el Amnesty International Concert donde apoyó a Pussy Riot y habló sobre la amenaza que el Gobierno de Putin hizo sobre ella.

En 2011, Madonna opinió en la revista italiana Oggi que «Silvio Berlusconi no sabe gobernar» respaldándose en los argumentos de la publicación inglesa The Economist y del artículo donde se le criticó («El hombre que jodió el país»). Esto atrajo una repercursión negativa entre los partidarios de Silvio y urgieron boicotear el filme de Madonna, W.E.. La subsecretaria del Gobierno, Daniela Santanché consideró de «espantosas» las declaraciones de la cantante «porque va en contra de la elección democrática de millones de italianos que han querido este Gobierno y votado con convicción». El secretario de Estado, Carlo Giovanardi dijo que el pensamiento político de la cantante no cuenta, pues «los italianos saben que es una supermillonaria abierta a las familias homosexuales, por lo que claramente está en contra de nuestra cultura y nuestra Constitución». Finalmente, Gabriella Carlucci diputada del PdL expresó: «Lamento mucho que Madonna haya respaldado los argumentos de The Economist, entre otras cosas, en un país como Italia que la quiere mucho [...] Es evidente que tiene una oficina de prensa comunista».
En 2012, con la canción «Nobody Knows Me» durante en su concierto en Israel como parte del The MDNA Tour apareció en un collage el rostro de varios líderes religiosos y políticos como Hu Jintao, el presidente de China, Sarah Palin y el Papa Benedicto XVI, así como la líder del Frente Nacional (FN), Marine Le Pen con una esvástica superpuesta en la frente. El partido amenazó de demandar a Madonna si esto sucediera durante su concierto en Francia el 14 de julio de 2012, también conocido como la Toma de la Bastilla, Día Nacional de Francia. Después, Le Pen acusó a Madonna de haber secuestrado a sus hijos adoptivos de Malaui. La política socialista y portavoz del Gobierno francés, Najat Vallaud-Belkacem dijo que era «lamentable» la comparación entre Le Pen y Hitler. Nabila Ramdani del diario británico The Guardian dijo que una estrella internacional con la capacidad de entretener y sorprender a través de las fronteras era exactamente la persona adecuada para instigar el debate global sobre Le Pen y lo que ella realmente representa.

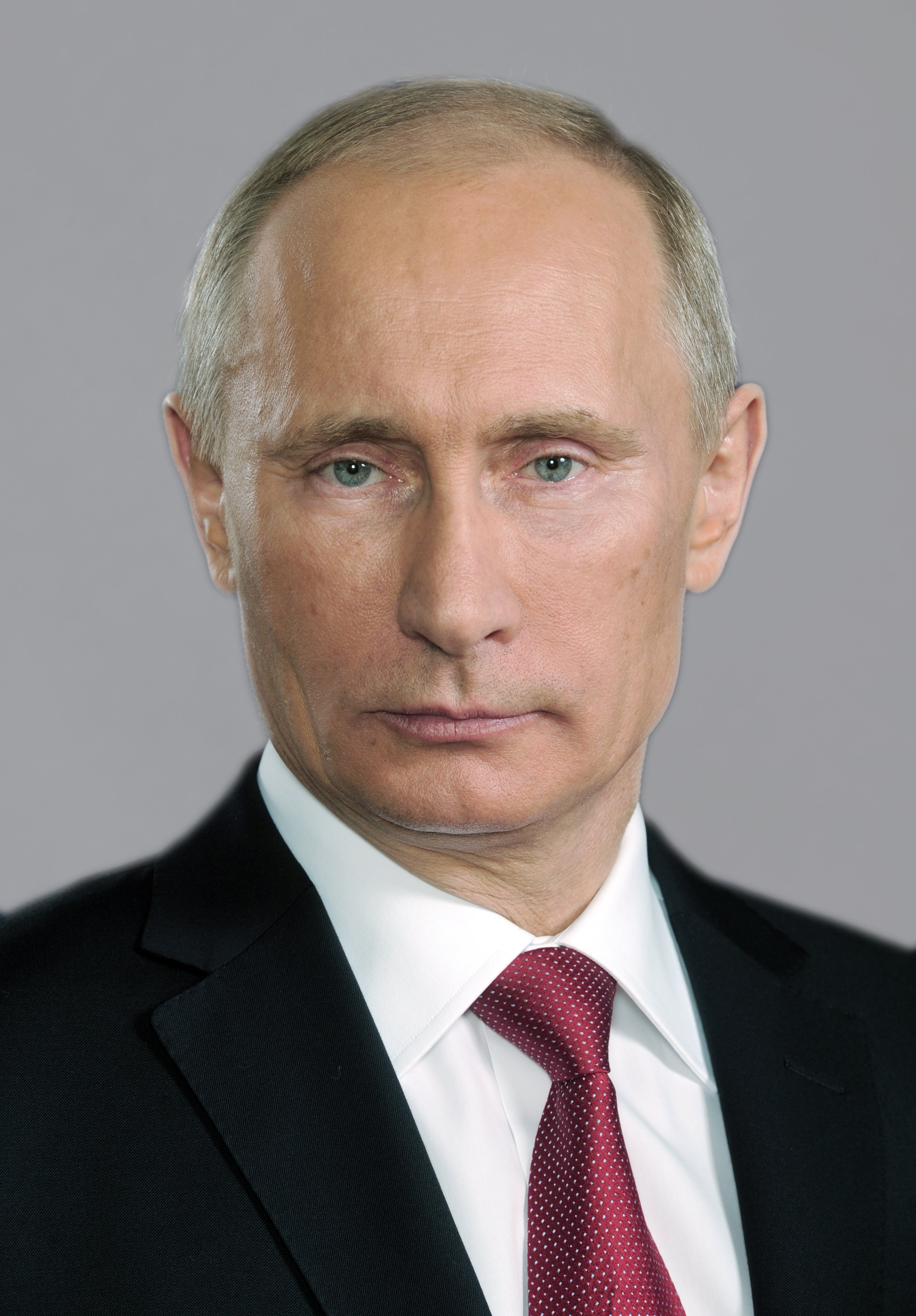
El presidente ruso, Vladímir Putin, pidió cárcel para Madonna por sus declaraciones de propaganda homosexual.

Como parte del recorrido del The MDNA Tour, Madonna visitó Rusia. Generó controversia entre grupos religiosos y políticos en especial por apoyar los derechos de los homosexuales. Además, apoyó públicamente al grupo Pussy Riot, acusadas por cantar en un templo ortodoxo en contra del Gobierno. El vice primer ministro Dimitri Rogozin, le respondió: «Con la edad, toda vieja puta viene a dar lecciones de moral a todo el mundo. En particular en sus giras por el extranjero» y en otra publicación le dijo: «Quítate la cruz y luego ponte unas bragas». En 2014, Madonna ofreció un discurso en un evento de Nueva York llamado Amnesty International Concert, donde volvió a apoyar al grupo Riot. Ella explicó que el presidente Vladímir Putin pidió arresto para ella por «promover el comportamiento gay» y fue blanco de amenazas de muerte por estar en contra de la ley rusa contra la propaganda homosexual.
En 2014, Madonna criticó al presidente Nicolás Maduro en su cuenta de Instragram por la crisis socioeconómica en Venezuela. En la publicación, la artista dijo: «¡Aparentemente, Maduro no está familiarizado con la frase "derechos humanos"! El fascismo está vivo y pujante en Venezuela y Rusia. ¡Ucrania no se queda atrás! (...) #revolucióndelamor». Por su parte, Maduro respondió a los artistas internacionales, incluida Madonna y dijo que eran parte de una manipulación mediática en contra de su Gobierno. Meses más tarde, la cantante posteó en sus redes sociales: «¿Rusia, Ucrania, Venezuela y ahora Francia? Combatamos el fascismo, combatamos las discriminaciones» junto a una portada del periódico Libération con la victoria del partido Frente Nacional (FN). Florian Philippot vicepresidente del FN le constestó en su cuenta de Twitter: «En política también, Mamy Gaga está para el arrastre #Madonna" y "Madonna imita a Yannick Noah: ¡fin de carrera complicada!». Ese mismo año, la artista criticó a la entonces presidenta de Maluai, Joyce Banda por anular las elecciones presidenciales. Previo a esto, la presidenta declaró que las aportaciones de caridad de la artista con el proyecto Raising Malawi no eran tan generosas como afirmaban ser.
En 2015, Madonna habló durante una entrevista con Europe 1 que recibió denuncias y amenazas por el incidente con Le Pen y el partido FN tras tacharlos de xenófobos. En esta ocasión, la artista comparó a la actual Francia tras la victoria del partido, con la Alemania Nazi y declaró estar aterrorizada por el nivel de intolerancia y de antisemitismo. Ella dijo:

Francia fue el primer país en aceptar a la gente de color, que acogió a Joséphine Baker, Charlie Parker, escritores, pintores… Es un país que fomentó la libertad en todas sus formas. Ahora, todo eso ha desaparecido.

### Otros incidentes
Véase también: §Críticas sobre Madonna como un ícono cultural en varias naciones

Tipper Gore, una de las fundadoras del PMRC, comité que incluyó una de las canciones de Madonna.

Tipper Gore señaló a Madonna como la peor representante de la cultura popular. Esto lo dijo tras fundar el comité Parents Music Resource Center (PMRC) formado por las esposas de varios diputados, donde figuró la canción «Dress You Up» de la artista. En 1990, Sergio Mattarella dijo sobre el Blond Ambition Tour estar de acuerdo con la CEI, Conferencia episcopal italiana, que el espectáculo tenía poco contenido artístico y era muy vulgar la mezcla de lo sagrado y lo profano. En 2008, el expresidente polaco Lech Wałęsa fue uno de sus opositores a su presentación en la nación durante su recorrido con el Sticky & Sweet Tour. Además, grupos integristas y comunistas rusos le pidieron recato.
En 2006, Madonna utilizó imágenes de Osama bin Laden y el primer ministro británico Tony Blair pasando por Mao Zedong, Augusto Pinochet y Margaret Thatcher para la realización de la gira Confessions Tour, mezcladas con escenas de guerra, de la pobreza en el tercer mundo, mensajes sobre el sida y la fundación que patrocina Bill Clinton. En el concierto para el Great Western Fórum en Los Ángeles generó quejas entre los asistentes. Alberto Armendáriz del diario argentino La Nación mencionó que dejó a varios asistentes preguntándose si fueron a un concierto de música pop o a una manifestación política. Una situación similar le ocurrió dos años antes con la gira Re-Invention Tour donde parte de la audiencia le criticó por tocar temas políticos según el corresponsal de la BBC, Peter Bowes.
En 2016, Madonna se presentó por primera vez en Taiwán como parte de la gira Rebel Heart Tour. Tras utilizar la bandera del territorio, estuvo involucrada en una discusión política entre internautas de China y Taiwán. Además, la artista utilizó el símbolo del Kuomintang en una foto suya para su cuenta de Twitter y Facebook. Según la BBC, alguien de la organización del concierto presumió se trataba de un símbolo nacional. Tras la captura de Joaquín Guzmán Loera (conocido como «El Chapo Guzmán»), la policía alertó de que tanto Sean Penn como Madonna, corrían riesgo, pues «podrían estar marcados de muerte».

## Madonna vs. George W. Bush

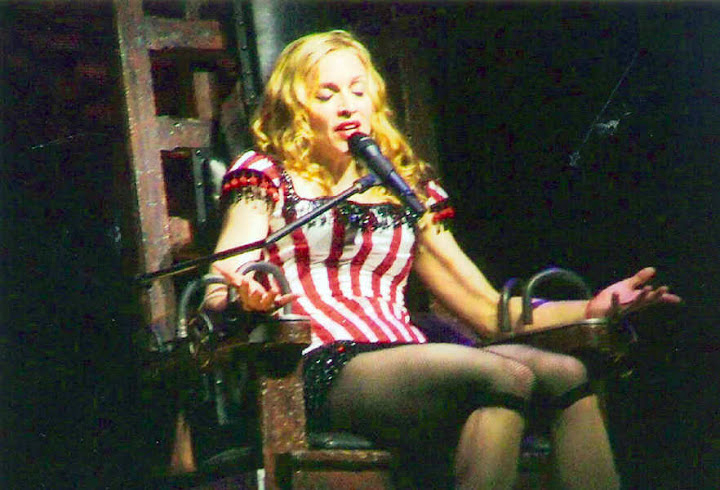
Madonna emulando una ejecución en la silla eléctrica en el Re-Invention World Tour a modo de mensaje y crítica del mandato de Bush y su intervención en Irak.

En 2003, Madonna publicó el video de «American Life» declarando ser un mensaje de antiguerra y también una crítica a George W. Bush. El clip fue filmado antes de la invasión de Irak, por lo que una vez iniciada la guerra, la artista retiró el vídeo y lanzó otra versión por respeto a las tropas norteamericanas y británicas en la región. Shakira criticó a la cantante por retirarlo y le dijo al diario británico The Sun: «Esperaba que (Madonna) tuviera más agallas. La buena música pop siempre es política en tiempos de crisis». Al final del clip original, la artista lanza una granada contra un doble de Bush. En la otra versión, el doble de Bush recoge un encendedor y lo usa para encenderle el cigarrillo a un hombre parecido a Saddam Hussein. Incluso después de los cambios, Madonna estaba preocupada porque el vídeo fuese mal interpretado como antiamericano o antimilitar. En una entrevista con The Advocate, le comentó a la revista orientada a la audiencia LGBT: «Deseo que el presidente Bush gaste menos dinero en armas y más dinero en financiar la investigación para encontrar una cura para el sida». En 2004, Madonna dio comienzo a su gira mundial llamada Re-Invention Tour, donde criticó en sus conciertos la invasión en Irak. Tras finalizar la gira en ese mismo año, pidió la retirada de las tropas estadounidense en la zona y dijo: «Simplemente no quiero seguir viendo tropas estadounidenses en Irak... En estos momentos lo que siento es que deberíamos salir de allí».
Durante las elecciones de 2004, Madonna se opuso al segundo mandato de Bush como presidente e instó a sus fanáticos a ver el documental Fahrenheit 9/11 de Michael Moore. En el Confessions Tour de 2006, la artista incluyó imágenes de Bush junto a otros políticos como Tony Blair o el dictador Adolfo Hitler mientras interpretaba la canción «I Love New York», el cual fue un insulto para George. La cantante participó en el Festival de Coachella ese mismo año y generó controversia al decir: «Simplemente vas a Texas y puedes chupar la polla de George Bush».

### Reacciones

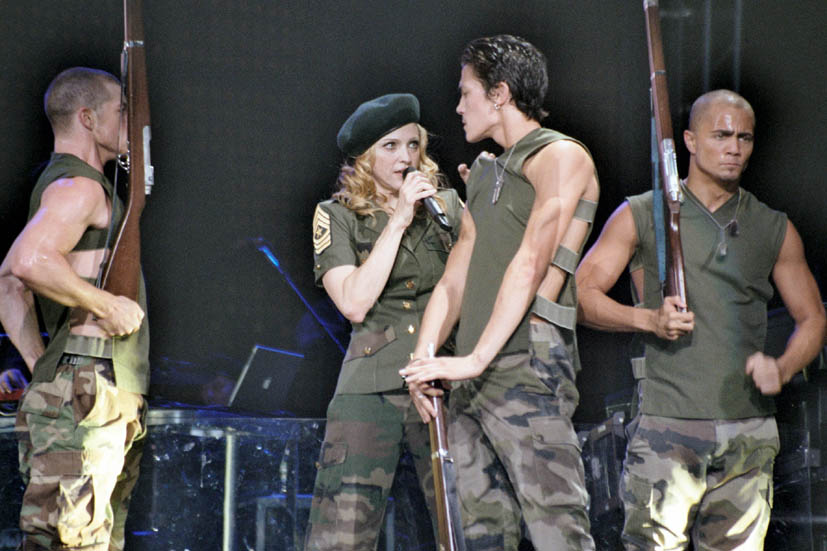
Madonna con una indumentaria militar bastante similar a la que utilizó en el clip de «American Life».

Según Andy Borowitz, el entonces presidente George W. Bush anunció en una ocasión: «La Guerra de Irak ha terminado... y también Madonna». Según la biógrafa Mary Cross en Madonna: A Biography, el mensaje antiguerra del vídeo «American Life» junto a la violencia gráfica de él, lo convirtieron en un tema polémico en los Estados Unidos. Madonna respondió que no tenía la intención de criticar a su país ni al presidente. El disco homónimo recibió críticas generalmente negativas y se convirtió en su álbum de menores ventas en su discografía.
Contrariamente a lo que sucedió en los Estados Unidos, el Partido Baaz Árabe Socialista le quitó el veto a Madonna en Irak tras el lanzamiento del vídeo, por las declaraciones contra la guerra en la nación y su idea contraria a la postura de los Estados Unidos. La cantante estaba vetada por Sadam Hussein tras el lanzamiento de su tema «Like a Virgin» en 1984. Tras esto, varios medios informaron que la figura de la artista podría haber sido utilizada como elemento propagandista en el país. El diario iraquí Al Thawara informó: «El tema "American Life" es elogiable porque muestra su oposición a un ataque contra Irak, y Madonna(...) es una persona íntegra que expresa siempre su punto de vista».
En el segundo mandato, se rumoreó que por el éxito obtenido en el resto del mundo con el lanzamiento del álbum Confessions on a Dance Floor, en los Estados Unidos medios como iHeartMedia y sus filiales (de nombre Clear Channel en ese entonces), quien es conocido por ser un medio con fuertes lazos con el Partido Republicano, realizaron un boicot contra la música de Madonna debido a la crítica de la artista contra el Gobierno de Bush. Cerca de 5 000 firmas se recolectaron para mandarselas al presidente del medio, Mark P. Mays donde se decía:

La evidencia de que hay un boicot contra Madonna en la radio estadounidense es demasiado obvia para las palabras.... Madonna gobierna el planeta, EXCEPTO los Estados Unidos.

## Madonna vs. Donald Trump

### Antecedentes

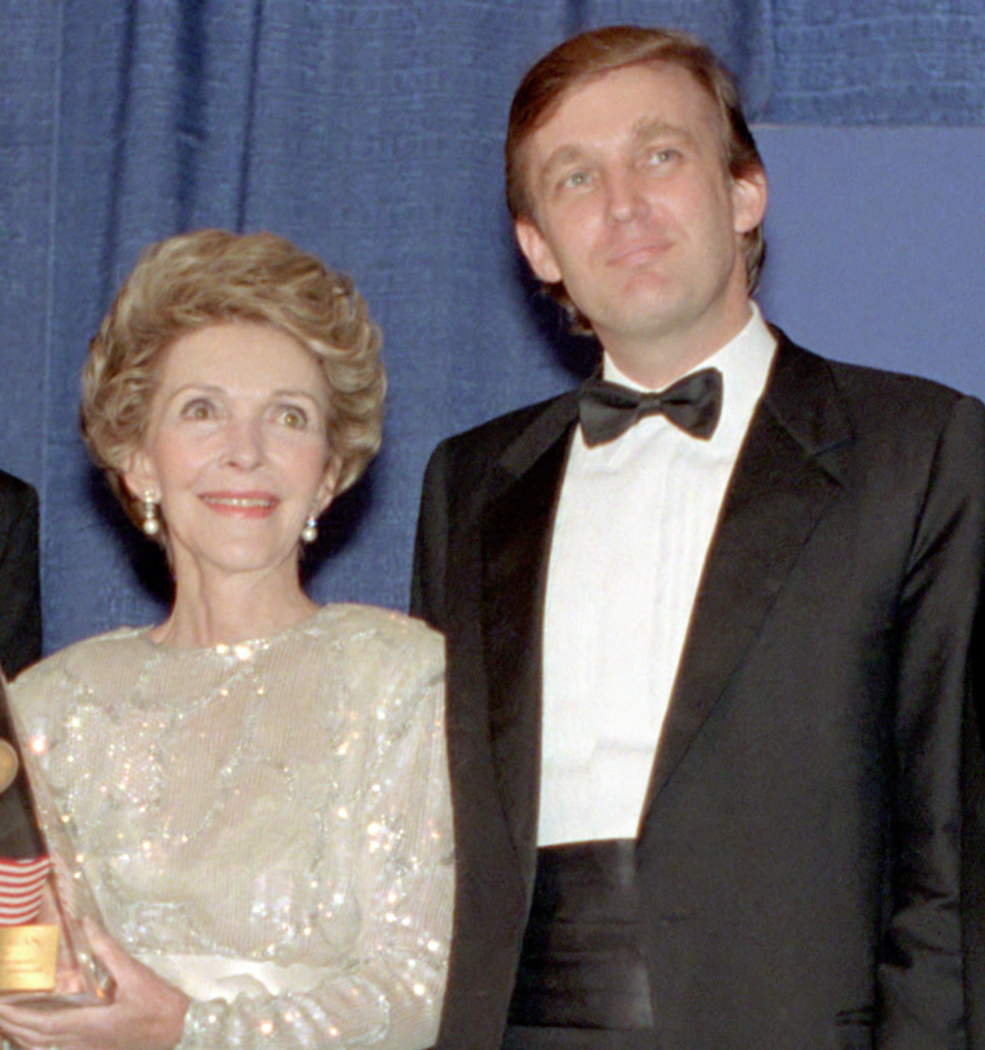
Donald Trump en la década de 1980. A finales de los años 80 él y Madonna tuvieron sus primeros roces.

Según la revista Rolling Stone, Madonna y Donald Trump han estado en pelea durante más de 25 años, con un punto álgido por el discurso de la artista en la Marcha de las Mujeres en Washington en enero de 2017. La primera de esas peleas ocurrió en 1989, cuando la cantante asistió al torneo entre Mike Tyson y Michael Spinks junto a su entonces esposo, Sean Penn. Ambos tuvieron que enfrentar una ráfaga de fotógrafos mientras entraban al Hotel Trump, por lo que Madonna culpó la falta de seguridad y privacidad a Donald. El intercambio de palabras continuó con los años. En 1990, a Madonna se le presentó la idea de un Donald Trump como presidente durante una entrevista con Interview. Cuando el periodista sugirió que Trump tenía un «aura de poder», la respuesta de la artista fue despectiva. Un año más tarde, mientras Donald lidiaba con los rumores de una ruptura con Marla Maples, Sue Carswell de la revista People habló con un tal John Miller, quien se presentó como el publicista del entonces magnate. Miller, le comentó a Carswell que «mujeres importantes y famosas» como Madonna llamaban a su «cliente» todo el tiempo, pidiéndole que saliera. Maples confirmó a Carswell que John Miller, era en realidad Donald Trump. En 1992, el magnate comentó en un programa de la ABC llamado Nitecap sobre el primer libro de Madonna, Sex: «No me gusta. De hecho, no creo que os impresione. Si Madonna estuviera en esta habitación, sería la mujer menos atractiva del lugar».
El periodista para The New Yorker, Mark Singer en una nota de 1997, dijo que un asesor financiero estaba siguiendo los pasos de Donald Trump durante años y llegó a concluir que él quería «ser como Madonna». Durante las elecciones presidenciales de 2016 en los Estados Unidos, periodistas como Mauricio Mejía de El Financiero recordó estas palabras y dijo que «Donald Trump no quiere ser presidente de Estados Unidos; quiere ser tan famoso como Madonna». En 2012, Donald Trump declaró: «Mucha gente se ha ido de los conciertos de Madonna cuando ella les ha pedido que voten por Obama. Hace años yo me fui porque el concierto era ¡terrible!». La artista dijo sobre la vez que conoció a Donald:

No diría que es mi amigo ni nada parecido, pero le conocí en una sesión de fotos para Versace en uno de sus complejos turísticos en Florida hace años. Es simpático y también carismático en ese sentido de "macho alfa". Encontré su incorrección política graciosa en cierto modo, pero claro, no me imaginaba que iba a ser presidente 20 años después. Gente así existe en el mundo, pero no puedo ponerle a él y a Obama en la misma frase, la misma habitación o el mismo puesto a desempeñar.

### 2016-2017: Elecciones presidenciales y Donald Trump como presidente de los Estados Unidos

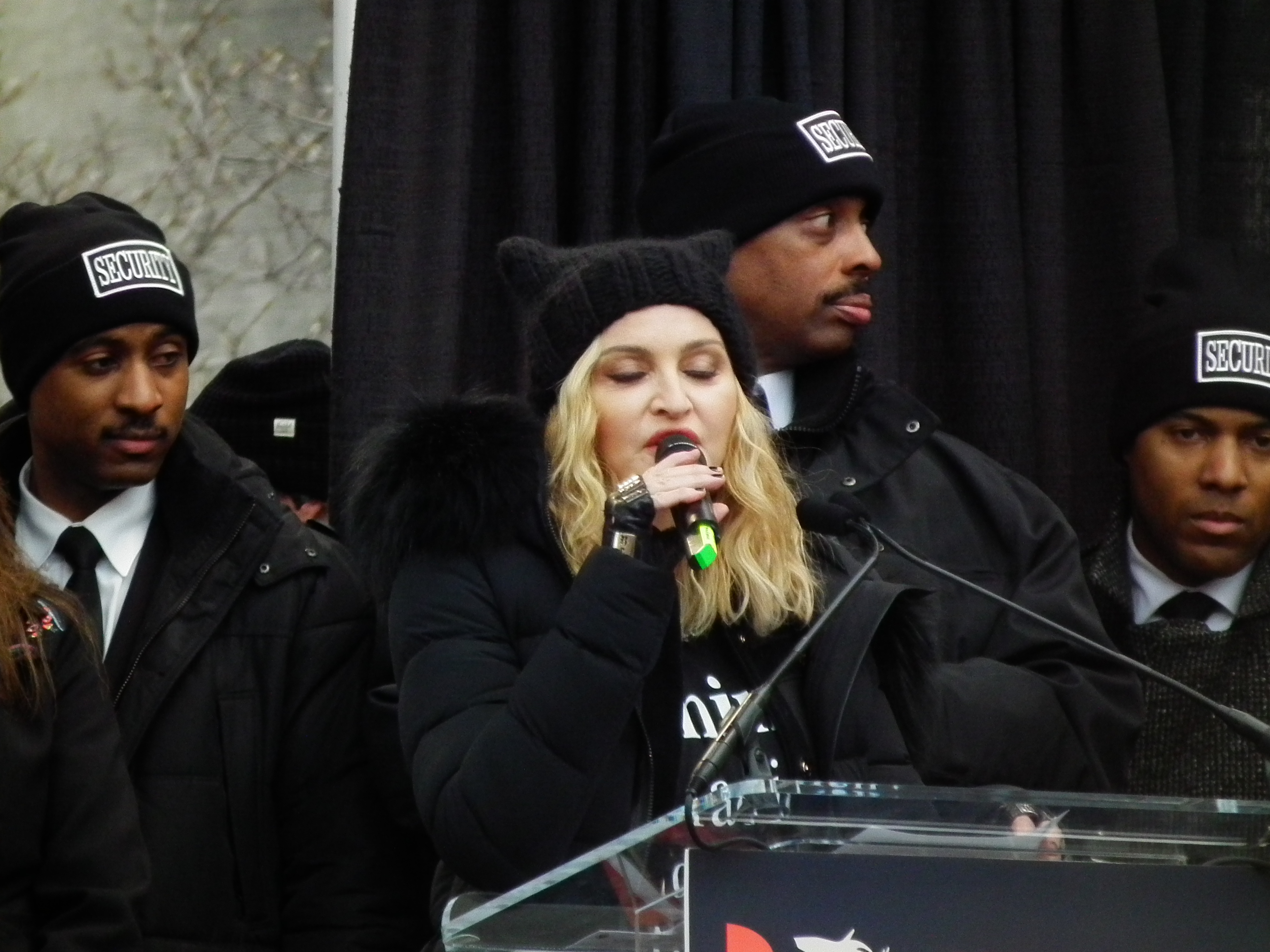
Madonna en la Marcha de las Mujeres en Washington.

Las elecciones presidenciales en los Estados Unidos se llevaron a cabo en el 2016. Madonna fue una fiel partidaria por la candidata demócrata, Hillary Clinton. En el transcurso, la artista fue una de las que apoyó las protestas postelectorales contra Donald Trump. Un día después de haber sido electo como presidente Donald Trump, la cantante posteó en su cuenta de Instagram: «¡No pierdan la esperanza!. ¡Nos levantaremos!». En diciembre, Madonna llevó a cabo el espectáculo Tears of a Clown en Miami. Allí, interpretó «Toxic» de Britney Spears. La cantó lentamente, mientras aparecían imágenes de Trump en los fondos de vídeo; la artista dijo: «¿Sabes que eres tóxico?».
En enero de 2017, Madonna confesó para la revista Harper's Bazaar, que había orezado durante el transcurso de las elecciones para que Trump no ganara la candidatura. Ella comparó el triunfo de Trump como una «película de terror». Dijo: «Es como ser abandonada por un amante y también estar atrapada en una pesadilla. Me despierto y me digo: "un momento". Donald Trump es el presidente. No es una pesadilla. Realmente sucedió». Ese mismo mes, la artista asistió a un evento en el Museo de Brooklyn donde dijo:

Creo que Trump fue elegido por un motivo, para demostrarnos cuán perezosos, desunidos y lánguidos nos hemos vuelto y cómo damos por sentados nuestra libertad y los derechos que tenemos como estadounidenses. Siento que la gente se olvidó de lo que se escribió en la Constitución. Siempre se dice que la hora más oscura es antes del amanecer y creo que esto tenía que ocurrir para unir a la gente, así que iniciemos esta fiesta.

Para el 21 de enero, se llevó a cabo una multitudinaria marcha en Washington liderada especialmente por mujeres que buscaron mandarle un mensaje al nuevo gobierno en su primer día de gestión. La aparición de Madonna fue una sorpresa para el público y entre sus primeras palabras del discurso dijo: «Bienvenidos a la rebelión, a nuestra negativa como mujeres a aceptar esta nueva era de tiranía. Donde no sólo las mujeres están en peligro, sino también todas las personas marginadas». En parte de su discurso pronunció estas palabras:

Pareciera como que todos nos quedamos en una falsa sensación de confort, donde la justicia y los buenos ganarían al final. Bueno, los buenos no ganaron esta elección. Pero los buenos van a ganar al final. Aunque parezca que hoy estamos lejos del final, hoy es el comienzo; el comienzo de nuestra historia. La revolución comienza acá[...] Hay poder en nuestra unidad y ninguna fuerza opositora tiene alguna posibilidad frente a la verdadera solidaridad.

Para el Día Internacional de la Mujer de 2017, Madonna publicó un cortometraje llamado Her Story donde habló de los derechos humanos y de las mujeres y ha sido declarado como un mensaje contra el presidente Trump.

### Reacciones

The Gateway Pundit dijo que el Servicio Secreto de los Estados Unidos abriría una investigación contra la artista, luego de que dijera en la marcha de Washington, que pensó en explotar la Casa Blanca.

El discurso de Madonna en la marcha llevada a cabo en Washington fue controvertido luego de declarar que estaba tan enojada que pensó en explotar la Casa Blanca. La cantante se disculpó en su cuenta de Instagram y aclaró que fue una frase sacada salvajemente de contexto, pues ella no es una persona violenta, ni promueve la violencia. Personalidades como Reince Priebus, jefe de Gabinete de Donald Trump, la cuestionó. Newt Gingrich vocero en la Casa Blanca pidió arresto contra la cantante y dijo que es parte de «fascismo emergente de izquierda». Según Gingrich, las palabras de disculpas de Madonna surgieron porque «ahora entiende que está en riesgo». Mientras tanto, celebridades como Cindy Lauper la criticaron y muchos simpatizantes republicanos pidieron que fuese interrogada por el FBI. De hecho Gateway Pundit anunció que el Servicio Secreto de los Estados Unidos empezaría una investigación contra la artista. Por su parte, Donald Trump en una entrevista para FOX News dijo: «Honestamente es repugnante. Creo que realmente se hizo daño. Creo que hizo daño a toda la causa. Es vergonzoso para nuestro país».
Algunos canales de televisión como CNN y MSNBC interrumpieron la transmisión por considerar polémico y vulgar el vocabulario que Madonna usó. Sin embargo, la MSNBC continuó con la transmisión y dijeron: «Es Madonna, y se le permiten ciertas libertades artísticas». Más tarde, Brooke Baldwin corresponsal de la CNN se disculpó por la censura. La C-SPAN puso un mensaje de advertencia durante la transmisión que decía: «Partes de este programa puede contener lenguaje que algunos espectadores pueden encontrar ofensivo». El director de una radio en Texas llamada Radio Texas Station, Terry Thomas inició un boicot contra Madonna al anunciar que no tocarían jamás las canciones de la artista en la estación por considerarla de antipatriota. Thomas explicó: «No es una cuestión de política, es una cuestión de patriotismo». El director aseguró que estaba convencido de derrumbar el imperio económico de Madonna e instó a las demás radiodifusoras: «Si todas las emisoras siguieran nuestro ejemplo, sería un gran mensaje económico para esta intérprete».